# Петрово (Великосевериновская сельская община)
Петрово (укр. Петрове) — село в Великосевериновской сельской общине Кропивницкого района Кировоградской области Украины.
Население по переписи 2001 года составляло 16 человек. Почтовый индекс — 27610. Телефонный код — 522. Код КОАТУУ — 3522586402.